# Guillaume de Bordes
Ne doit pas être confondu avec Guillaume des Bordes.
Pour les articles homonymes, voir Bordes.
Guillaume de Bordes, mort en octobre 1363, est un prélat français du XIVe siècle, archevêque d'Embrun. 

## Biographie
Guillaume des Bordes[Quoi ?] est chanoine de Langres, et appartient à la maison du pape Clément VI. À la mort de Gérard des Bordes, il est prieur de Sainte-Livrade[Lequel ?].
Guillaume de Bordes est l'apôtre des Vaudois. Il prélude à la mission apostolique que saint Vincent Ferrier va accomplir dans les montagnes de Freissinières, de l'Argentière et de la Vallouise, dépendantes du diocèse d'Embrun.
En 1355, Guillaume fait sommation à Aimar de Poitiers, gouverneur de la province, d'avoir à lui rendre hommage, au nom de Charles, le premier des princes français qui porte le nom de dauphin. Aimar de Poitiers se rend à cette demande.
De son côté, Guillaume des Bordes député à Prague Jean Guillemin, son vicaire général, vers l'empereur Charles IV, pour le reconnaître comme son suzerain.[Quoi ?]
Charles IV, pour récompenser Guillaume des Bordes, donne en 1357 une bulle par laquelle il ajoute tellement aux privilèges déjà si nombreux des archevêques d'Embrun, que ces prélats ont dans toute leur principauté le même pouvoir et la même autorité que l'empereur y aurait eu lui-même, s'il y avait régné directement.
En 1358 le directeur de l'hospice du Lautaret prête serment de fidélité à l'archevêque.